# Грассини, Джузеппина
Джузеппина Грассини (8 апреля 1773, Варесе, Италия — 3 января 1850, Милан, Италия) — итальянская оперная певица (контральто), завоевавшая славу одной из лучших певиц своего времени.

## Биография
Первым преподавателем музыки в её жизни стала её мать — скрипач-любитель. Позже её обучали пению Доменико Зучинетти в родном городе, а затем Антонио Секки в Милане. Впервые выступила в 1789 году в Парме в партии с Гуглиеом, а в следующем году выступала в миланском Ла Скала в трёх операх. Однако эти первые комические роли не принесли Грассини успеха, и она была вынуждена возобновить обучение, выбрав драматическое направление основным.
Обучалась в Миланской консерватории.
Тётка певиц Джулии (сопрано) и Джудитты Гризи (меццо-сопрано).
Считается, что у Грассини был роман с Наполеоном.
В 1806 году Грассини вернулась в Париж вместе со своим педагогом Крешентини, где была назначена первой певицей Его Величества Императора. В Тюильри она выступала в качестве главного героя в первом Де Ла Дидоне Паэра.

## Творчество
Голос Грассини отличался необычно широким диапазоном, вплоть до исполнения партий колоратурного сопрано.
Первая исполнительница партий в операх «Смерть Семирамиды» Назолини (Семирамида), «Ромео и Джульетта» Дзингарелли, «Пигмалион» Керубини (Венера).

### Начало и вершина итальянской карьеры
В 1792 году она вернулась на сцену в театры Выученицы, Венеции и Милана. Часто исполняла сольные партии, а также премьерные оперы. Пиком её карьеры стал 1796 год. Тогда она исполнила две роли, которые прославили её и являлись основным репертуаром Грассини ещё несколько десятилетий. Эти две роли она исполняла в сопранной партии с Джироламо Кресентини. Кресентини также был её учителем долги годы, и она добросовестно следовала его учениям всю свою карьеру. Никола Зингарелли написал для неё роль Джульетты в своей опере «Ромео и Джульетта». Прьмьера оперы состоялась 30 января 1796 года в миланской «Ла Скала». В то же время Доменико Чимароза пригласил её на роль Горации в опере «Горации и Куриации». Эта опера стала второй по популярности в Италии. Грассини в том же году приняла участие в третьей премьере от Гатано Маринелли, однако его опера не принесла большого успеха.

### Наполеоновский период и выход на пенсию
К 1800 году Грассини уже была известна своими непостоянными любовными отношениями. 4 июня 1800 года Наполеон Бонапарт провез её в Париж, записав её в свои любовницы. Там по его просьбам она пела на нескольких концертах. Отношения Грассини с Первым Консулом, вероятно, были не удобными, однако свободными с её стороны. Поэтому влюбившись в скрипача, Пьера Роде, не колеблясь, вступила в роман с ним. Нанесла таким образом удар Наполеону, она покинула Париж для концертного тура 1801 года по Нидерландам и Германии. В 1804 и 1805 году Грассини была в Лондоне, где исполняла партии в королевском театре. В одну из премьер пела и Элизабет Биллингтон. Эти две примадонны противостояли друг другу в конкурсе певцов И в этом конкурсе победила итальянская прима. В 1806 году Грассини вернулась в Париж вместе со своим бывшим мастером Кресентини, где была назначена первой камерной виртуозкой императора Наполеона В Тюильри Грассини выступала на сцене в роли главного героя премьеры Паер и Керубини. Поселившись в Риме во время изгнания Наполеона на острове Эльба, она вернулась в Париж. Оставшись там после Реставрации, она стала любовницей Веллингтона. В то время он был назначен британским послом во Франции, но Грассини вскоре была вынуждена покинуть территорию Франции, потому что Людовик XVIII не хотел мириться с большой популярностью бывшей любовницы Наполеона. После изгнания из Франции, она работала в лондонском Театре «Хеймаркет», после премьеры Пучитты, она вернулась в Италию, где продолжала петь в оперных театрах. Её выступления в Ла Скала уже не имели большого успеха и она покинула сцену в 1823 году. Она обосновалась в Милане и занялась преподаванием. Самыми популярными её учениками были: Джудитта Паста и её племянницы Джулия И Джудитта Гризи.

## Стиль голоса
Грассини классифицировалась как контральто и пела в тесситуре, однако позже ей был приписан меццо-сопрано и имела довольно узкий вокальный диапазон. Несмотря на это она пела довольно громко и могла брать высокие ноты. В то же время она поражала необычайной гибкостью во время пения и физической красотой. Именно красота сделала её не только популярной певицей, но и моделью для многих популярных художников того времени. Она позировала Андреа Аппиани. Благодаря её учителю и партнёру Кресентини, Грассини всегда будет наравне с такими певцами, как кастрато Гаспаре Паккьяротти, тенорами Маттео Бабини, Джованни Ансани и Джакомо Давидом, премьер-донном Бригида Банти и Луизой Тоди де Агухар. Эти певцы выступали против бельканто, популярного во второй половине 18-го века. Они не просто пели с красивыми переходами, а также дополняли партии страстью и энергией, благодаря чему вошли в золотой век певцов первой половины того столетия. Как одна из ведущих певиц того времени, Грассини установила новое художественное направление всей музыкальной эпохи. Будучи самой молодой певицей среди таких представительных исполнителей, она сформировала живую связь между ними и следующим поколением.

## Образ в кино
- «Битва при Аустерлице» (Франция, Италия, Югославия, 1960) — актриса Анна Моффо